# 埼玉県道359号葛和田新堀線

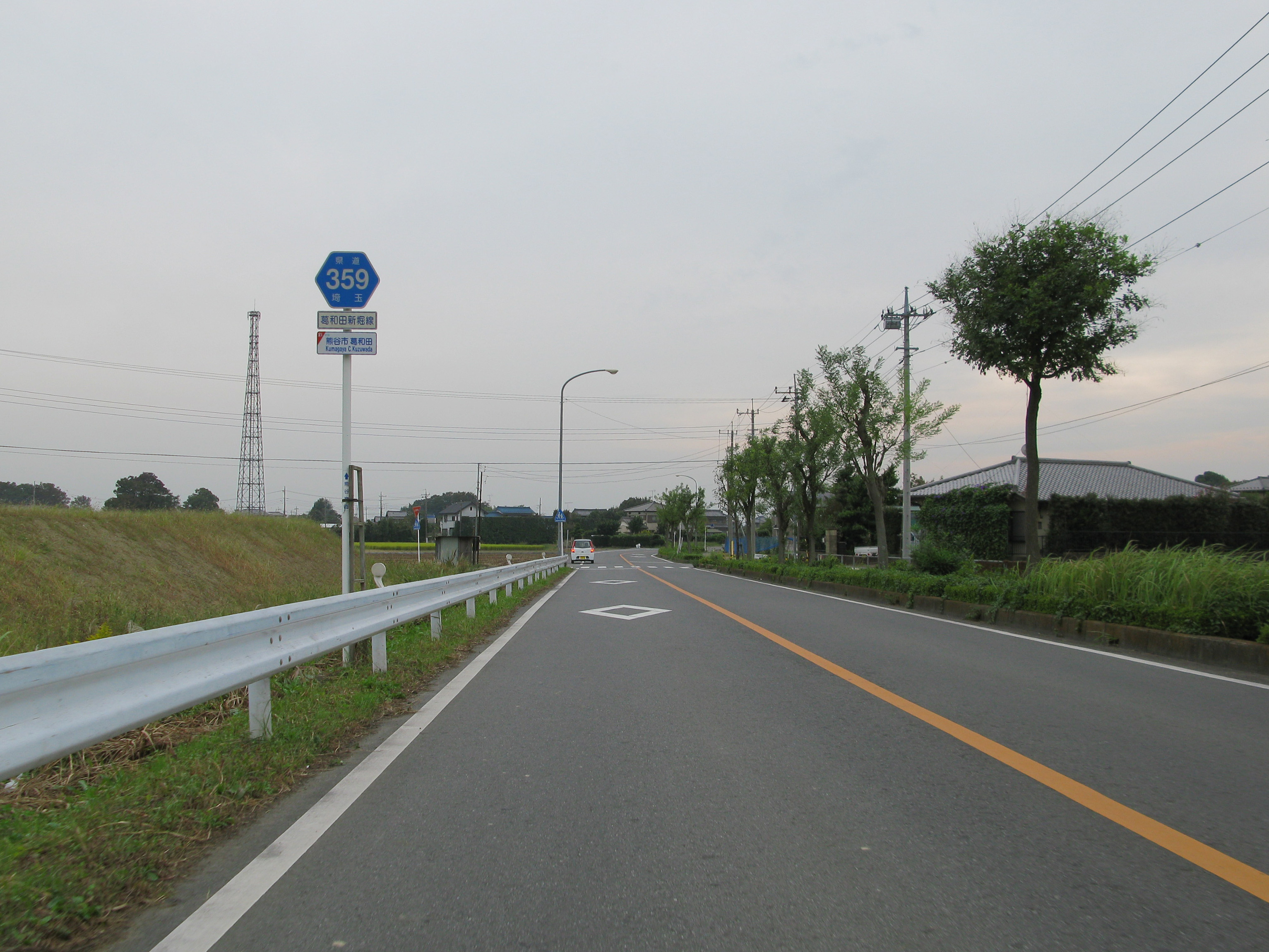
熊谷市葛和田地区（2011年10月）

埼玉県道359号葛和田新堀線 （さいたまけんどう359ごう くずわだにいぼりせん）は埼玉県熊谷市の葛和田と高柳を結ぶ一般県道である。

## 概要
少しずつ拡幅整備は進められているものの、歩道完備の対面2車線整備完了区間は点在状態で、歩道無し・中央線無し・狭隘道路の区間の方が長い。

## 路線データ
- 起点：埼玉県熊谷市葛和田（埼玉県道59号羽生妻沼線・埼玉県道83号熊谷館林線 ※ 59号と83号の重複区間上）
- 終点：埼玉県熊谷市高柳（国道17号）
路線名の終端地名である「新堀」と終点の地名が一致していないが、終点付近約100mは高柳地区と新堀地区の境界線上を辿っており、実質的には新堀地区まで至っている（なお、この区間は2018年11月1日付の新規開通区間[1]の一部であり、それ以前の供用済区間の終点地であった埼玉県道264号原郷熊谷線との交点は玉井南地区と高柳地区の境界部である）。
- かつての終点：埼玉県熊谷市新堀（国道17号）
埼玉県熊谷市玉井（交差点名なし）で別府中央通りを右に行き、熊谷市別府（交差点名なし）で埼玉県道276号新堀尾島線で左に行き、熊谷市新堀（自衛隊入口）国道17号が終点である。

## 地理

### 交差する道路
| 交差する道路                                   | 交差点名     | 所在地 | 所在地 |
| ---------------------------------------------- | ------------ | ------ | ------ |
| 埼玉県道59号羽生妻沼線・埼玉県道83号熊谷館林線 | 葛和田       | 熊谷市 | 葛和田 |
| 埼玉県道303号弥藤吾行田線                      |              | 熊谷市 | 上中条 |
| 埼玉県道341号太田熊谷線                        | 奈良小学校前 | 熊谷市 | 中奈良 |
| 国道407号（妻沼バイパス）                      | 中奈良       | 熊谷市 | 中奈良 |
| 国道17号（深谷バイパス）                       | 玉井         | 熊谷市 | 玉井北 |
| 埼玉県道264号原郷熊谷線                        |              | 熊谷市 | 玉井南 |
| 国道17号                                       | 高柳西       | 熊谷市 | 高柳   |

### 沿道の施設等
- 熊谷市役所奈良出張所
- 熊谷市立奈良中学校
- 熊谷警察署奈良駐在所
- 石丸医院